# Лыкошин, Александр Сергеевич
Александр Сергеевич Лыкошин (1867—1918) — генерал-майор Русской императорской армии, военный юрист, педагог, энциклопедист; профессор Александровской военно-юридической академии.

## Биография
Александр Лыкошин родился в 1867 году. Окончил Петербургский 2-й кадетский корпус, в 1886 году, успешно сдав выпускные экзамены в Михайловском артиллерийском училище, был произведён в подпрапорщики в 17-ю артиллерийскую бригаду.
В 1894 году он окончил курс в Александровской военно-юридической академии и в 1899 году, по защите диссертации («Порядок постановления приговоров в военных судах», СПб., 1896), был назначен экстраординарным профессором военно-юридической академии по кафедре военного судопроизводства.
Одновременно с преподавательской деятельностью Александр Сергеевич Лыкошин занимал должность помощника военного прокурора Петербургского военно-окружного суда, а затем штаб-офицера для поручений при начальнике главного военно-судебного управления. Работая в этой должности он в 1903—1904 гг. единолично составил проект общей части нового воинского устава о наказаниях, согласованного с уголовным уложением 1903 года.
Весной 1906 года полковник А. С. Лыкошин был назначен ординарным профессором Александровской академии, а осенью того же года вышел в отставку по состоянию здоровья.
В 1908 году он вернулся на службу по военно-судебному ведомству, в 1912 года был назначен начальником отделения главного военно-судебного управления и в том же году был произведён в генерал-майоры.
С осени 1913 года Александр Сергеевич Лыкошин возобновил чтение лекций по военному судопроизводству в Александровской военно-юридической академии; кроме того, он читал лекции по законоведению в Михайловском артиллерийском училище.
Кроме многочисленных статей по своей специальности в различных сборниках и периодических печатных изданиях, принимал участие в создании «Энциклопедии военных и морских наук» под редакцией генерала Леера, «ЭСБЕ», «Большой энциклопедии» под редакцией С. Н. Южакова (был редактором военного отдела) и «Военной энциклопедии Сытина».
Помимо этого Лыкошин напечатал несколько книг отдельными изданиями.
Умер в 1918 г. Похоронен на Смоленском православном кладбище; могила утрачена.

## Избранная библиография
- «Военное судопроизводство» (конспект лекций), СПб., 1900;
- «Учебник законоведения для военных и юнкерских училищ» (1-е изд. — 1902 г., 2-е изд. — 1908 год);
- «Суд в военное время» (Санкт-Петербург, 1900);
- «Устав дисциплинарный с комментариями» (1-е изд. — 1904 г., 6-е изд. — 1913 год)[6].

## Награды
- Орден Святой Анны 3-й степени (1901);
- Орден Святого Станислава 2-й степени (1909);
- Орден Святого Владимира 3-й степени (1912);
- Орден Святого Станислава 1-й степени (ВП 06.12.1914);
- Орден Святой Анны 1-й степени (ВП 22.03.1915; с 01.01.1915)[7].